# Верхнекулюмбинское
Верхнекулюмбинское (также Верхне-Кулюмбинское) — пресноводное озеро в Красноярском крае России, располагается на юго-западе Таймырского Долгано-Ненецкого района.
Расположено в широкой трогово-тектонической долине между западными отрогами плато Путорана к северо-востоку от хребта Лован, к югу от озера Хаканча и к востоку от озера Среднекулюмбинское, с которым соединено протокой Хусу. Приблизительно в 208 километрах к восток-северо-востоку находится Игарка. Высота над уровнем моря — 359 м. Площадь озера — 30,2 км². Водосборная площадь — 315 км². В центральной части сужается, ширина не превышает 92 м. 
Впадает несколько рек и ручьёв, наиболее значимые из которых: Беловская и Биракан. Сток осуществляется в Среднекулюмбинское озеро на западе. Берега относительно высокие, слабо изрезаны, на северо-западе местами заболочены. Кулюмбинскую и Курейскую котловины друг от друга отделяет разлом.
В озере обитает восточносибирский хариус.